# Gary Foster (Musiker)

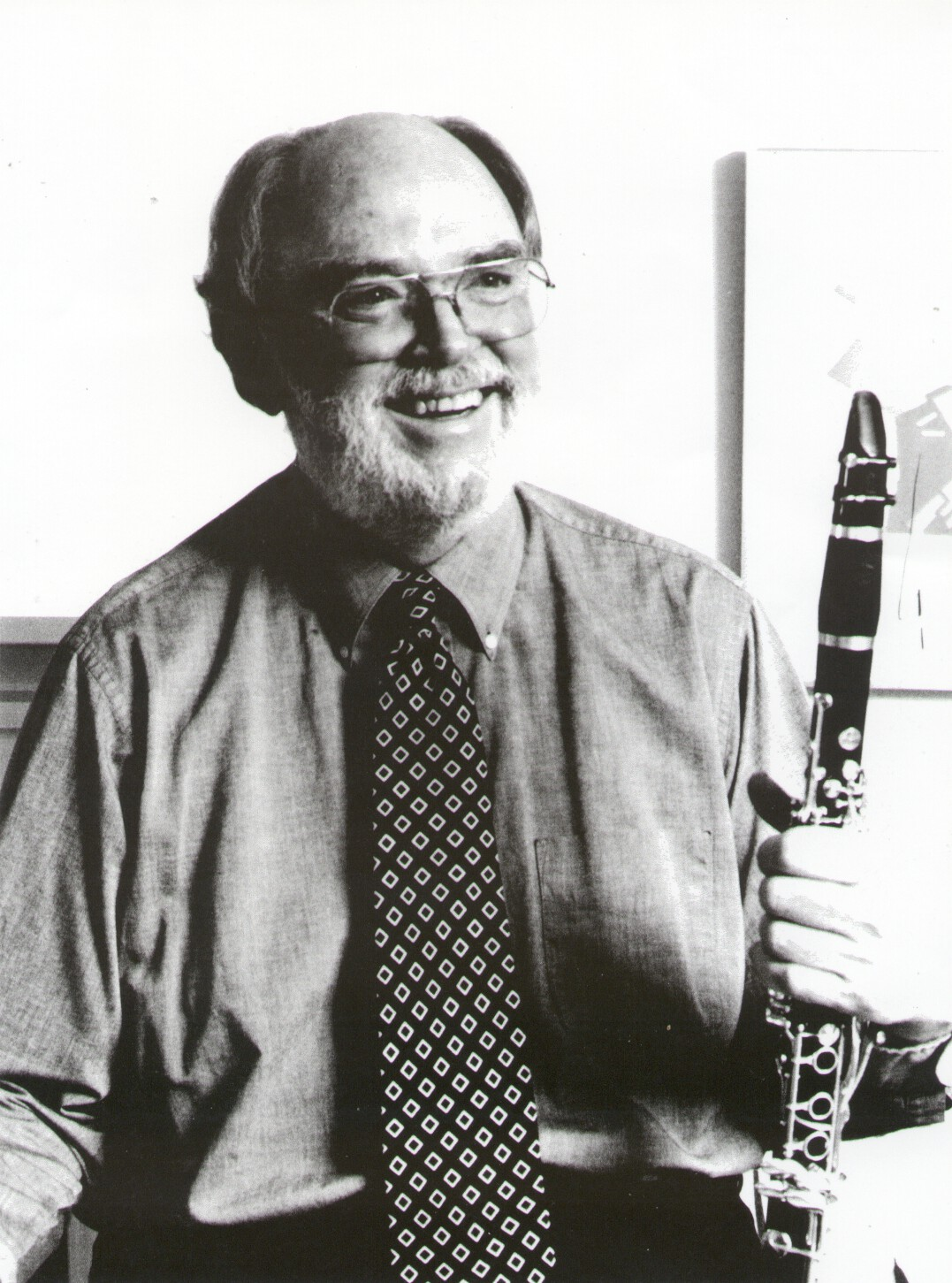
Gary Foster

Gary Foster (* 25. Mai 1936 in Leavenworth, Kansas) ist ein US-amerikanischer Jazzmusiker (Altsaxofonist, Flötist Klarinettist) des Modern Jazz.
Der stark von Lee Konitz beeinflusste Gary Foster schloss im Jahr 1961 seine Studien an der Universität von Kansas ab und ließ sich in der Gegend um Los Angeles nieder, wo er in den Hollywood-Studios arbeitete, außerdem als Lehrer und in Bigbands; Ende der 1960er Jahre spielte er mit Warne Marsh bei Clare Fischer (zu hören auf deren Album „Thesaurus“ von 1968), spielte nach einer Episode von nur privaten Sessions in Warne Marshs Quartett, mit dem er das Aufsehen erregende Album Ne Plus Ultra aufnahm. In den 1970er Jahren spielte Foster in der Toshiko Akiyoshi/Lew Tabackin Big Band (Insights, 1976), mit Marty Paichs Dek-Tette und erneut mit Clare Fischer.
In den 1980er Jahren arbeitete Foster mit Prince (Parade, 1986), Mel Tormé (Reunion, 1988) und Cal Tjader, in den 1990er Jahren bei Milt Jackson sowie als Begleitmusiker bei Rosemary Clooney und Wesla Whitfield. Beachtung fand sein Duo-Album mit Alan Broadbent 1993 auf dem Concord Jazz-Label („Duo Series, Vol. 4“). 1998 spielte er in der Bigband von Kyle Eastwood. Für das Label Revelation nahm er unter eigenem Namen vier Alben auf (1968–1985), außerdem für Concord Jazz. Zudem entstand mit Mark Turner das gemeinsame Album Mark Turner Meets Gary Foster.